# Hano (slon)
Hano (Hanno ali latinsko Annone), * okoli 1509 Cejlon (sedaj Šrilanka), † 16. junij 1516 Rim, je bil bel udomačen slon doma z otoka Cejlona, last Leona X. in predmet obravnave v Bedinijevi knjigi The Pope's Elephant; An Elephant's Journey from Deep in India to the Heart of Rome. Slon je bil darilo portugalskega kralja Manuela I, ki je želel pridobiti papeževo naklonjenost. Heno je bil za papeža, ki je bil vajen eksotičnih živali, predragoceno darilo ter ljubljenec papeškega dvora in ljudstva, s svojimi raznovrstnimi spretnostmi je sodeloval pri vseh procesijah v Rimu.

## Zgodovina

### Nenavadno okostje
Med pripravami na Drugi vatikanski koncil so v vatikanskih Belvederskih vrtovih 1962 našli okostje, za katerega so delavci sprva menili, da gre za dinozavra, po tem, ko se je izkazalo, da gre le za slona, so nanj kmalu pozabili. Šele konec osemdesetih let 20. stoletja se je za zadevo pričel zanimati arheolog Silvio Bedini, ameriški profesor na Smithsonovem inštitutu v New Yorku, ko je raziskoval podzemne vatikanske predore in naletel na slonove kosti. Na podlagi svojih preučevanj je leta 1997 izdal knjigo Papežev slon (The Pope’s Elephant), ki so jo prevedli v številne jezike. V knjigi pojasnjuje skrivnostno okostje, ki naj bi pripadalo slavnemu Hanu, najbolj priljubljeni živali papeža Leona X.

### Kraljevsko darilo
Kralj Manuel I. je potreboval papeževo naklonjenost za ohranitev osvojenih področij v Ameriki in Aziji ter varno trgovanje, ki so ga ogrožali egiptovski in turški Mameluki. V znamenje podreditve cerkveni oblasti je leta 1514 papežu poslal bogat zaklad, ki ga je spremljalo 140 odličnikov in služabnikov, ki je obsegal tkanine, brokate, zlate predmete in dragulje, poleg tega pa kot znamenje portugalske vseobsežnosti še številne eksotične živali, kot so opice, papige, leopardi, perzijski konj in seveda najznamenitejše darilo – petletni beli slon Hano, ki so mu latinsko rekli Annone. Slon Hano je bil torej najodličnejše kraljevsko darilo za kronanje Leona X.
Poleg Hana je portugalski kralj papežu kako leto pozneje za njegov živalski vrt podaril tudi nosoroga, ki ga je naslikal Albrecht Dürer v znamenitem lesorezu; umetnik nikoli ni bil videl živali in jo je upodobil le po podrobnem opisu očividcev. Po enih teorijah naj bi portugalski kralj prejel ti živali v dar od kočinskega kralja, po drugih pa naj bi kralj ukazal svojemu podkralju v Indiji Alfonsu, da ju ujamejo in prepeljejo v Rim.

### Slovesen sprejem
Hano je dobil ime po znamenitemu kartaginskemu poveljniku in morjeplovcu Hanu. Hanibal je uporabil v svojem času za bojevanje tudi slone. Ladja, ki je prevažala Hana, je priplula iz Lizbone in izkrcala petletnega slona ob Tiberinem ustju. Na poti do Rima so se vrstili številni radovedneži, ki so želeli za vsako ceno hoteli videti redko žival, ki je prvič stopila na italijanska tla celo tisočletje po propadu Rimskega cesarstva. Po nekaterih podatkih naj bi zaradi ogromnega prihoda ljudi nastala velika škoda na pridelkih, v vinogradih, sadovnjakih, do škode je prišlo tudi na vilah in hišah, kjer so gledalci z naskokom zavzemali stopnice, balkone in okna, da bi dosegali čim boljše opazovalne točke.
V Rim so končno prispeli 12. marca 1514. Slona so vodili v povorki po cestah glavnega mesta Papeške države med dvema kriloma navdušene množice skupaj z leopardoma, panterjem, papigami, redkimi purani ter bogato okrašenimi indijskimi konji. Hano je imel na grbi srebrno nosilnico v obliki graščine, ki je vsebovala skrinjo s kraljevskimi darovi; med drugim je nosil oblačila, okovana z biseri in dragulji, kakor tudi zlatnike, skovane posebej za to priložnost.
Papež je pričakoval prihod poslanstva v Angelskem gradu; ko je enkrat prispel pred njegovo obličje, je Hano trikrat pokleknil v znamenje spoštovanja, podrgnil rilec po copatih, nato pa na ukaz svojega indijskega varuha srknil vode iz golide in jo brizgnil tako proti kardinalom kot tudi proti množici.
Ladja z nosorogom, ki je odplula pozneje, je doživela brodolom v zalivu Spezie 1516, zato nosorog nikoli ni prispel do ljubitelja živali v Rimu.

## Rimsko življenje
Slona so sprva namestili v barako na Belvedersko dvorišče, ki so ga ravno takrat gradili, nato so ga prepeljali v posebno stavbo med Baziliko sv. Petra in Apostolsko palačo, blizu trga Borgo Sant Angelo. Njegov prihod so opevale pesmi in uprizarjala umetnost. Malaspina je napisal o njem:
| Elefante bianco (italijanski izvirnik) | Beli slon (slovenski prevod) |
| --- | --- |
| Nel Belvedere prima del grande Pastore Venne condotto l'addestrato elefante che danzava con tanta grazia e tanto amore che difficilmente un uomo avrebbe potuto ballare meglio. | Na Belveder pred velikega Pastirja So pripeljali izurjenega slona, Ki pleše tako ljubko in spretno, Da bi ga težko kak človek prekosil. |

Takratni letopisci govorijo o njem kot o izredno bistroumni živali, ki se je pogosto predstavljala s plesi, brizganjem po občinstvu z rilcem in različnimi norčijami.
Hano je takoj postal ljubljenec papeškega dvora in bil glavna osebnost pri procesijah v mestu; čuval ga je protonotar Branconio. Njegovo vzdrževanje je zneslo sto zlatnikov letno in ena glavnih nalog dveh največjih umetnikov te dobe, Raffaela in Aretina, ki sta to nenavadno žival zelo občudovala, je bila njeno varovanje.

### Hano na papeškem dvoru
Posedovanje posebnih divjih živali v živalskem vrtu ni bilo po evropskih vladarskih hišah nobena redkost, poleg tega je bil papež Leon X. navajen, da je imel okrog sebe redke živali. Njegov oče Lovrenc Veličastni se je v Firencah zabaval z živalsko razstavo in se je sploh rad ukvarjal z divjimi živalmi. V Vatikanu je uredil majhen živalski vrt, v katerem je držal poleg medveda in dveh dresiranih leopardov tudi kameleon, ki je pri ljudeh vzbujala veliko radovednosti.
Hano je razveseljeval ne le papeža, ampak tudi ljudstvo. Papež je v skrbi za občasne javne slonove predstave poklical njegovega indijskega skrbnika in vaditelja Mahuta, ki ga je tako dolgo vadil, da se je na njegov mig priklonil in pokleknil, škropil okrog sebe z vodo, plesal po zvokih glasbe in izvajal vsakovrstne spretnosti. Za papeža je bil Hano predragoceno kraljevsko darilo. Papeževo občudovanje slona se je izražalo tudi v tem, da je dovolil vernikom vstop k slonovem hlevu; radovedneži so ga trumoma obiskovali ob nedeljah in si ogledovali njegovo ohišje, kjer so lahko opazili, da se je včasih z njim igral in sprejemal njegovo vdanostno nerodnost.
Ko si ga je papežev nečak Lorenzo leta 1514 hotel izposoditi za neko razstavo v Florenci, je stric to zavrnil, saj se je bal, da Hano ne bi mogel vzdržati dolgega potovanja brez zdravstvenih posledic. V svoji odklonitvi je Leon razložil, da se boji za slonove noge. Pomislil je sicer na izdelavo neke vrste čevljev, ki pa najbrž ne bi zadostovali za dolgo razdaljo.
Zabeležen je slavnostni sprevod za pesnika in dvorskega norca Baraballa, gaetskega opata, ki je bil pomembna osebnost na papeškem dvoru; s svojimi šaljivimi predelavami Petrarcovih verzov je redno spravljal papeža v dobro voljo in njegove goste, za kar je z veseljem prejemal visoka priznanja. Ko je prispel v Rim, da bi prejel izredno priznanje, je papež uporabil priložnost, da ga je kronal na veselici 27. septembra 1513 v posebnem obredu s pesniškim vencem. Vrhunec veselice je bil, ko so ga posadili na Hana in ga vodili naokoli po mestu. Slon je to veselico nekaj časa potrpežljivo prenašal, ko pa je množica začela oglušujoče vreščati, je to slona tako vznemirilo, da je vrgel jezdeca s sebe v reko na veliko zabavo zbrane množice. Pozneje je v zvezi s tem napisal Poli posmehljiv sonet.
Pri nekem drugem slonovem nastopanju pa je prišlo do usodne nesreče. Giuliano de’ Medici se je 25. januarja 1515 poročil s Filiberto Savojsko, hčerko pokojnega Ludvika Francoskega in so ga marca pričakovali skupaj z njegovo soprogo tudi v Rimu. Za njegov sprejem ni bila okrašena z zmagoslavnimi slavoloki le pot, temveč so mu poslali naproti množico plemičev, kakor tudi Hanota, ki je nosil stolp, v katerem so sedeli oboroženi strelci. Pozdravni streli in hrumenje množice je slona hudo prestrašilo, zaradi česar je ob obračanju stolp padel proti Tiberi. Ob tem so se prestrašili konji, ki so poteptali nekaj bežečih ljudi; po uradnem poročilu je bilo kar trinajst mrtvih in precej ranjenih.

### Uspešno poslanstvo
Portugalski kralj, ki je vedel za papeževo zanimanje za redke in nenavadne zverine, si je s svojim darilom pridobil Levovo naklonjenost. Poslanstvo je, zlasti po zaslugi svojega nenavadnega voditelja, doseglo popoln uspeh. Papež je izpolnil vse zahteve in prošnje kralja Manuela. Portugalski poslanci, dostojanstveniki in njihovi spremljevalci so bili odlikovani z visokimi častmi in so dobili bogate darove. Papež je bil tako zadovoljen s svojim »posrednikom«, da je dovolil prosto vstopnino v vsa rimska gledališča za vse Portugalce za ves čas njihovega bivanja v Rimu. S to predpravico so se posluževali obilno tudi mnogi Rimljani, ki so se predstavljali za »Portugalce«. Znamenit je postal izrek:
| »Portoghese« (italijanski izvirnik – rimsko narečje)            | »Portugalec« (slovenski prevod)                                             |
| --------------------------------------------------------------- | --------------------------------------------------------------------------- |
| »Oste io nun te pago gnente; che so’ portoghese, nun se sente?« | »Gostilničar, jaz ti ne bom nič plačal; ali se ne čuti, da sem Portugalec?« |

Od tega dogodka naprej je rimsko ljudstvo označevalo za »portugalce« tiste ljudi, ki so z goljufijo izborili vstop brez plačila za vstopnino.

## Pogin in spomin

### Smrt
V letu 1516 je nepričakovano umrl Leonov brat Giuliano, sam Leon pa je preboleval okužbo. Neki vedeževalni menih je njemu in njegovi živali napovedal skorajšnjo smrt. Na začetku junija je Hano hudo zbolel z dihalno stisko in krči. Papež Leon mu je poslal svojega osebnega zdravnika, ki je ugotovil angino pectoris, tj. bolečino srčnega izvora zaradi obolelih koronarnih žil. Žival je trpela tudi za zaprtjem in zdravniki so po tedanji navadi začeli zdraviti z odvajalom, ki so mu primešali glede na slonovo velikost tudi velike količine zlata v prahu. Zdravljenje ni imelo učinkov, temveč je tako povečalo pritisk na prebavila, da je žival poginila 8. junija 1516 ob navzočnosti samega papeža. Slona so pokopali na Belvederskem trgu.

### Spomini
Skozi dve leti je torej Hano privlačeval množice na rimskih slovesnostih, povorkah in zabavah ter je bil izredno priljubljen. Za njim je ostalo več spominov:
1. Leon X. je zaprosil Rafaela, naj nariše slončka. Veliki slikar ni odšel osebno, ampak je poslal Romana, ki je z rdečim svinčnikom narisal štiri čudovite risbe, ki jih danes hranijo v Oxfordu.[7]
2. Papež Lev X. je naročil pri Rafaelu tudi slonovo zidno sliko v naravni velikosti pri vhodu v Vatikan, ki je propadla pri graditvi Berninijevega stebrišča za Trg sv. Petra.
3. Danes si lahko ogledamo Hana v okrasih rimskih vil in palač, kakor na primer ob vhodu v Palazzo Massimo alle Colonne, na Romanovem vrtnem vodometu Medičejske vile – in drugod.[17]
4. Leseni mozaik oziroma (intarzija, zlagalnica) na vratih med Stanza della Segnatura ter Stanza del Incendio del Borgo.
5. Na tapiseriji Češčenje Modrih, ki je del »novošolske« vrste slik v Stanza degli Arrazzi.
6. Na dveh freskah v Rafaelovih sobanah v Apostolski palači.
7. Berninijev slon na Minervinem trgu; večinoma ga povezujejo z ljubkim Hanom. Čeprav je morebiti Berninija prevzela pojava papeškega slona, ga je nedvomno navdihnila rokopisna povest dominikanca Frančiška Colonna; to nejasno besedilo podrobno opisuje sanje glavnih oseb: ena od njih je slon, ki nosi na svojem hrbtu obelisk.
8. Hanova smrt 1516 je pomenila hud udarec in pretres; po dneh zaprtja so mu dajali odvajalo pomešano s kilogramom zlatega prahu, kar ga je pravzaprav zastrupilo. Leon je bil tako potrt zaradi Hanove smrti, da ga je hotel pokopati pri svojem stanovanju v Vatikanu, pod Belvederskim dvoriščem. Ko so leta 1962 za Vatikansko knjižnico urejevali novo ogrevanje, so izkopali posamezne slonove kosti.[18]
9. Barballovo pesniško polomijo je ovekovečil Rafaelo na dveh intarzijah na vratih med Stanza di Eliodoro ter Segnatura, a izvedel Giovanni da Udine (Janez Videmski).
10. Za Vrtni vodomet pri Villa Madama na Monte Mario je napravil marmornato slonovo glavo z rilcem, ki brizga vodo iz rilca, Sangallo Mlajši.[19]
11. Končno si lahko ogledamo, v metopi pod ložo Palazzo Baldassini v Rimu, upodobitev slona Hana, ki je takoj po prihodu v Rim postal slaven.[20]

#### Obelisk na rimskem trgu
V srcu Rima, ravno na hrbtu Panteona, se nahaja Minervin trg, kjer stoji znameniti obelisk, povzdignjen na slonu, delo Berninija. Ime trga izvira od velikega poganskega templja, posvečenega boginji Minervi, ki je bila za Rimljane boginja umetnosti in obrti, postavil pa ga je cesar Domicijan znotraj velikega stebrišča Septa Julia, ki ga je uresničil Julij Cezar. Na ta antični tempelj spominja tudi naslov tukaj stoječe cerkve, ki jo imenujejo ravno Santa Maria sopra Minerva, tj. Sveta Marija nad Minervo; njen nastanek sega v 8. stoletje. Okoli leta 1200 so cerkev razširili in napravili veličastno pročelje, ki so ga v 17. stoletju zamenjali z današnjim, preprostejšim.
Minervin trg je postal slaven prav po omenjenem obelisku, ki stoji na sredi; napravljen je iz rdečega granita, visok 5,47 m, ter je eden izmed dvajsetih ohranjenih obeliskov, ki so prispeli v Rim v cesarskem obdobju, ko je bil tudi Egipt le ena od rimskih pokrajin. Prvotno ga je postavil faraon Afrej v staroegiptovskem mestu Saisu v Nilovi delti.; hieroglifi vklesani na njem vsebujejo ime tega faraona in omenjenega mesta skupaj z bogovoma Atumom in Neito. V Rimu so ga najprej postavili blizu Iseo Campense, kjer je bil tudi gaj posvečen egiptovski boginji Izidi.
1667 je papež Aleksander VII. – ki je izhajal iz družine Chigi – hotel urediti in postaviti obelisk, ki so ga našli pred dvema letoma na dominikanskem vrtu blizu omenjene cerkve. Dominikanski arhitekt Paglia mu je predložil načrt, ki je predstavljal obelisk, stoječ na osnovi s šestimi griči (simbol rodbine Chigi) s psom v vsakem kotu . Papež z načrtom ni bil zadovoljen in je zadevo zaupal Berniniju. Veliki kipar je v spomin na znamenitega Hana postavil za osnovo slona. Papež je odobril načrt, dominikanci pa so temu ugovarjali, saj naj bi votel slon podlegel teži obeliska. Umetnik je vztrajal pri svojem, ker je že imel izkušnje s podobnimi izvedbami, moral pa je popustiti toliko, da je vstavil napolnjeno kocko, kar je »odebelilo« slona. Domišljavemu Pagliu pa je nič manj domišljavi Bernini odgovoril s tem, da slon patrovemu samostanu in cerkvi kaže zadnjico.
Sam papež je tudi določil napise na vseh štirih stranicah podstavka. Eden od njih razlaga upodobitev slona:
| italijansko besedilo | slovenski prevod |
| --- | --- |
| »Oh tu che vedi qui, portato da un Elefante (il più forte degli animali) i geroglifici del saggio Egitto, capisci l'avvertimento: c'è bisogno di una mente forte per sostenere la solida Conoscenza«. | Oh ti, ki vidiš tukaj hieroglife pametnega Egipta, ki jih nosi slon (najmočnejša med živalmi), razumi opozorilo: potreben je močan razum, da more nositi temeljito vednost. |

11. julija 1667 je Klemen IX. – dal postaviti omenjeni spomenik sredi Minervinega trga; izdelal ga je Berninijev učenec Ferrata. Temu kiparskemu dragulju so Rimljani dali šaljivo in srčkano ime ‘’porcino della Minerva’’, kar so sčasoma pretvorili v pulcino della Minerva - kar pa seveda nima s slonom ničesar skupnega. Sam obelisk je torej visok 5,47 m, skupaj s slonom in podstavkom pa meri 12,69 m.

## Dokumentiranje slonovega življenja
1997 je torej Silvio Bedini napisal knjigo - uspešnico z naslovom Papežev slon, v kateri opisuje strastno vnemo papeža Leona X. nad slončkom, ki mu ga je podaril portugalski cesar: zgodba, ki se zdi kot roman; vendar je zelo malo sad domišljije, saj izhaja iz zahtevnih raziskav po arhivih Vatikana, Serenissime in Portugalske. Iz današnje zgodovinske razdalje nam kaže papeža kot simpatičnega ljubitelja živali, Hana pa kot ljubko eksotično zanimivost, ki je bila najmanj kriva za razcep v krščanstvu, ki ga je začela reformacija, saj je to široko gibanje imelo glavne vzvode drugod. Po nekaterih teorijah naj bi namreč postal v času reformacije eden od simbolov podkupovanja, lahkoživosti in oblastnosti takratnega renesančnega papeškega dvora v začetku 16. stoletja.

## Slikovna zbirka
- Baccio Bandinelli, Leon X., Salone dei Cinquecento, Palača Vecchio, Firence
- Kralj Manuel Portugalski[34]
- Tristão da Cunha, zadaj Hano. Klobuk obložen z biseri in dragulji ter dragocena veriga z dragulji sta sodila k državni obleki, ki jo je Kunha nosil pri slavnostnem sprevodu v Rimu 1514.[35] Bakrorez, Basel 1575
- Najprej so pripisovali Rafaelu; danes menijo, da ga je narisal Giulio Romano. Levo je stolp z osebama malo preden se je prevrnil v Tibero.
- Bernini (1598-1680) 
Načrti za spomenik na Tgu Minerva (Piazza della Minerva) v Rimu
- Bernini (1598-1680) 
Načrt za spomenik na Trgu Minerva z velikim slonom Hanom
- Obeliks na Trgu Minerva na bakrorezu iz 1840 (zadaj kupola  Panteona)
- Obelisk na Trgu Minerva pred Santa Maria sopra Minerva v Rimu s Hanovim kipom
- Trg Minerva v Rimu, 19. stoletje